# David Embé
Jacques-David Embé (ur. 13 listopada 1973 w Jaunde) – kameruński piłkarz grający na pozycji napastnika.

## Kariera klubowa
Karierę zaczynał w Racing Bafoussam, gdzie w 80 meczach strzelił 38 bramek. W sezonie 1993/1994 przeniósł się do portugalskiego CF Os Belenenses. Grał tam tylko jeden sezon, w 14 meczach zdobywając 6 bramek. Kolejnym jego klubem była AE Larisa. Przez dwa lata gry w Grecji zaliczył aż 85 występów i strzelił 25 bramek. Później grał w meksykańskim UAG Guadalajara. W sezonie 1999/2000 zawędrował do Chin, by reprezentować Shanghai Shenhua, a jego nowa drużyna odpadła z azjatyckiego Pucharu Zdobywców Pucharów w drugiej rundzie. Z Azji przeniósł się na inny kontynent, do Ameryki Południowej, a dokładniej do Municipal Lima. W 2001 roku przeszedł do ligi rosyjskiej, by reprezentować barwy Czernomorca Noworosyjsk. Swoją karierę kończył w New England Revolution. Łącznie w swojej klubowej karierze rozegrał 121 meczów i strzelił 46 bramek.

## Reprezentacja
David Embe to najmłodszy strzelec gola Mistrzostw Świata 1994. Rozegrał wszystkie trzy mecze, a w pierwszym, ze Szwecją wpisał się na listę strzelców w 29 minucie, wyrównując wynik meczu na 1:1. Został zmieniony w 81 minucie, przez Georges'a Mouyeme. W meczu z Brazylią rozegrał 64 minuty, po czym zastąpił go Roger Milla. Z kolei w ostatnim meczu, z Rosją w przerwie wszedł za niego Alphonse Tchami. Był w kadrze powołanej przez Claude Le Roya na Mistrzostwa Świata 1998, jednak nie pojechał na nie z powodu kontuzji. Łącznie w reprezentacji Kamerunu rozegrał 78 meczów i strzelił 46 goli.

## Trofera
- Mistrz Kamerunu z Racingiem Bafoussam w sezonie 1991/1992 i 1992/1993.
- Finalista Pucharu Kraju z Racingiem Bafoussam w 1992 (przegrany mecz z Tonnerre Jaunde).
- Złoty medalista Igrzysk Afrykańskich w Egipcie (1991).
- Zdobywca PNA w kategorii juniorskiej w 1991 roku. Kameruńczycy wygrali finał z Ghaną, a Embe strzelił 5 bramek w 6 meczach.
- Młodzieżowy Mistrz Świata w Australii (1993), 3 mecze, 1 gol.

| Lata      | Klub                    | Kraj       | Flaga             | Mecze/Bramki |
| --------- | ----------------------- | ---------- | ----------------- | ------------ |
| 1990-1993 | Racing Bafoussam        | Kamerun    | Kamerun           | ?            |
| 1993-1994 | CF Os Belenenses        | Portugalia | Portugalia        | 14/6         |
| 1994-1996 | AE Larisa               | Grecja     | Grecja            | 55/25        |
| 1996-1999 | UAG Guadalajara         | Meksyk     | Meksyk            | 85/34        |
| 1999-2000 | Shanghai Shenhua        | Chiny      |                   | 8/0          |
| 2000-2001 | Municipal Lima          | Peru       | Peru              | 4/1          |
| 2001      | Czernomorec Noworosyjsk | Rosja      | Rosja             | 4/0          |
| 2001      | New England Revolution  | USA        | Stany Zjednoczone | 0/0          |